# Hits (Kylie Minogue-album)
A Hits Kylie Minogue ausztrál énekesnő válogatásalbuma. Japánban, Hongkongban és a Fülöp-szigeteken 2011-ben jelent meg. A kiadványon többségében olyan dalok hallhatóak, amelyek a Light Years, a Fever, a Body Language, az Ultimate Kylie, az X és az Aphrodite albumokról származnak.

## Számlista
|     | Cím                                      | Szerző(k)                                                               | Producer(ek)                                        | Hossz |
| --- | ---------------------------------------- | ----------------------------------------------------------------------- | --------------------------------------------------- | ----- |
| 1.  | Can’t Get You Out of My Head             | Cathy Dennis, Rob Davis                                                 | Dennis, Davis                                       | 3:49  |
| 2.  | All the Lovers                           | Jim Eliot, Mima Stilwell                                                | Eliot, Stuart Price                                 | 3:19  |
| 3.  | Wow                                      | Kylie Minogue, Karen Poole, Greg Kurstin                                | Kurstin                                             | 3:12  |
| 4.  | Spinning Around                          | Ira Shickman, Osborne Bingham, Kara DioGuardi, Paula Abdul              | Mike Spencer                                        | 3:26  |
| 5.  | On a Night Like This                     | Steve Torch, Graham Stack, Mark Taylor, Brian Rawling                   | Stack, Taylor                                       | 3:31  |
| 6.  | In Your Eyes                             | Minogue, Richard Stannard, Julian Gallagher, Ash Howes                  | Stannard, Gallagher                                 | 3:18  |
| 7.  | Love at First Sight                      | Minogue, Stannard, Gallagher, Howes, Martin Harrington                  | Stannard, Gallagher                                 | 3:57  |
| 8.  | Slow                                     | Minogue, Dan Carey, Emilíana Torrini                                    | Sunnyroads                                          | 3:13  |
| 9.  | I Believe in You                         | Kylie Minogue, Jake Shears, Babydaddy                                   | Shears, Babydaddy                                   | 3:19  |
| 10. | 2 Hearts                                 | Eliot, Stilwell                                                         | Kish Mauve                                          | 2:51  |
| 11. | Get Outta My Way                         | Lucas Secon, Damon Sharpe, Peter Wallevik, Daniel Davidsen, Mich Hansen | Cutfather, Wallevik, Davidsen, Sharpe, Secon, Price | 3:38  |
| 12. | The Loco-Motion                          | Gerry Goffin, Carole King                                               | Steve Anderson                                      | 4:45  |
| 13. | I Should Be So Lucky                     | Mike Stock, Matt Aitken, Pete Waterman                                  | Anderson                                            | 3:23  |
| 14. | Get Outta My Way (Yasutaka Nakata Remix) | Secon, Sharpe, Wallevik, Davidsen, Hansen                               |                                                     | 5:28  |

## Slágerlista
| Slágerlista (2011)      | Legfelső helyezés |
| ----------------------- | ----------------- |
| Japán Oricon albumlista | 62                |

## Megjelenések
| Ország         | Dátum             | Kiadó            | Formátum   |
| -------------- | ----------------- | ---------------- | ---------- |
| Japán          | 2011. március 16. | EMI Music Japan  | CD, CD+DVD |
| Hongkong       | 2011. június 2.   | Warner Music     | CD+DVD     |
| Fülöp-szigetek | 2011. július 28.  | PolyEast Records | CD+DVD     |